# Флаги на башнях (фильм)
«Флаги на башнях» — советский художественный полнометражный фильм , снятый режиссёром Абрамом Народицким на Киевской киностудии художественных фильмов им. А. П. Довженко в 1958 году и по мотивам одноимённой повести А. С. Макаренко. Премьера фильма состоялась 28 июля 1958 года.

## Сюжет
Фильм о роли коллектива и товарищества в судьбах и воспитании трудных подростков. Действие книги Макаренко разворачивается в годы первой пятилетки. Страну наводнили беспризорники, по разным причинам попавшие на улицу. Дети занимаются мелким хулиганством, грабежом и воровством. На Полтавщине А. Макаренко с несколькими педагогами основал детскую трудовую колонию. Дороги беспризорников сходятся в трудовой колонии имени Первого мая. Общая жизнь меняет их характеры и превращает в достойных граждан молодой Советской Республики.

## В ролях
- Владимир Емельянов — Антон Семёнович Макаренко
- Владимир Судьин — Игорь
- Константин Доронин — Андрей Воленко
- Илья Милютенко — Рыжиков
- Роза Макагонова — Ванда
- Ада Роговцева — Оксана Литовченко
- Лёня Бабич — Ваня Гальченко
- Вячеслав Косячков — Филька
- Вова Улитин — Володя Бегунок
- Борис Аракелов — Алексей Зырянский
- Василий Подлегаев — Санчо Зорин
- Павел Шпрингфельд — Алексей Петрович Чернявин, профессор
- Виктор Халатов — Блюм, педагог
- Александр Ануров — Пётр Петрович Воргунов, инженер
- Неонила Гнеповская — эпизод
- Константин Кульчицкий — эпизод
- Иван Маркевич — эпизод
- Елена Машкара — педагог
- Юрий Самсонов — Тимофей
- Георгий Склянский — Гонтарь
- Константин Степанков — педагог
- Анатолий Теремец — дядька с кошельком (нет в титрах)
- Валентин Грудинин — фотокорреспондент (нет в титрах)
- Василий Козенко — эпизод (нет в титрах)
- Иван Халаим — эпизод (нет в титрах)
- Людмила Мерщий — эпизод (нет в титрах)

## Съёмочная группа
- Режиссёр-постановщик: Абрам Народицкий
- Сценарист: Антон Макаренко, Иосиф Маневич
- Оператор: Наум Слуцкий
- Композитор: Дмитрий Клебанов
- Художник: Вульф Агранов, А. Лисенбарт
- Режиссёры: А. Бочаров
- Комбинированные съёмки:
  - Оператор: А. Пастухов
  - Художник: Г. Лукашов
- Редактор: А. Перегуда
- Звукооператор: К. Коган
- Монтаж: Т. Быкова
- Костюмы: О. Лоренс
- Грим: Л. Лисовская
- Консультанты: В. Клюшник, В. Терский
- Текст песни: Л. Козырь
- Директор картины: А. Демченко